# 脑筋急转弯事件
《脑筋急转弯》是台湾红极一时的一套画册。1993年1月，《脑筋急转弯》第7至12册以四川美术出版社的名义在中国大陆出版，然而其中第10册某条漫画引起了中国大陆穆斯林的强烈反应。

## 背景
《脑筋急转弯》原是台湾《中国时报》家庭版上连载的单篇漫画笑话，1989年12月由时报文化出版发行，在台湾红极一时。
1992年8月，台湾人士郝某某联系华文出版社社长肖德荣，委托华文出版社出版《脑筋急转弯》第7至13册（后来，肖德荣只同意出版第7至12册）。通过层层委托，最终《脑筋急转弯》第7至12册以四川美术出版社名义办理了ISBN书号，并于1993年1月在山东省烟台市滨海印刷厂付印出版。在该套画册第10册第43页、第44页，作者提出了一个脑筋急转弯：「什麼人看過豬走路卻沒吃過豬肉？」，答案是「回教徒」，并且配了一个小穆斯林男孩朝一幅画着猪的画面做礼拜的漫画，这引起了中国大陆穆斯林群體强烈反应。

## 抗议
抗议的浪潮首先从四川掀起。1993年8月至9月，部分穆斯林群众要求按《古兰经》处死、枪毙四川美术出版社负责人员，并扬言将四川美术出版社付之一炬；四川省伊斯兰教协会、成都市伊斯兰教协会代表穆斯林群众向四川美术出版社表达“最强烈的抗议”，提出了“严惩责任人”等六条意见。此后，甘肃省兰州、临夏州等地的伊斯兰教协会等召开宗教界人士特别会议，成立了“声讨抗辱委员会”，开展了要求严惩肇事者的签名活动，并分别在临夏州和兰州举行了“抗辱声讨大会”和示威游行；甘肃省伊斯兰教协会还出面组织了“甘肃省穆斯林起诉团”，赴四川、北京等地进行控告、上访；成都、甘肃、陕西、云南、湖南等地的穆斯林也采取了种种行动，表达对事件的态度。青海还发生了较为严重的对抗性冲突事件。

## 处理
1993年8月，四川省新闻出版局对四川美术出版社作出处罚决定，并通知中国全国各地立即收缴、销毁《脑筋急转弯》一书。据统计，全国共收缴该书6000套。四川省内所收缴和查封的2384套，在四川省人民检察院副院长亲自监督下于成都郊区进行了销毁。销毁的过程请四川省人民法院公证处做了公证，还请有关单位负责人和穆斯林群众代表签字作证。四川美术出版社的停业整顿则一直延续到了1994年6月。
1993年10月，山东省新闻出版局对烟台市滨海印刷厂作出处罚决定，处罚金人民幣5万元，并责令该厂停业整顿；1993年10月15日，中国新闻出版署发布了《关于全面检查涉及伊斯兰教的出版物的通知》，要求对涉及伊斯兰教的出版物进行严格的审查。
1994年6月，中国国家民委、中共中央宣传部、中共中央统战部、中国文化部、中国广播电影电视部、新闻出版署、国务院宗教局联合发布了《关于严禁在新闻出版和文艺作品中出现损害民族团结内容的通知》。
1995年5月3日，成都市人民检察院以《中华人民共和国刑法》玩忽职守罪将涉案的四川美术出版社副社长、总编辑室主任、助理编辑等向成都市中级人民法院提起公诉。1995年5月18日，成都市中级人民法院作出刑事附带民事判决，认为上述三人玩忽职守、不正确履行职责，分别处以5至3年的有期徒刑。一审判决后，三名被告均提出上诉。1995年8月9日，四川省高级人民法院裁定驳回三被告人的上诉，维持原判。